# Solone Ozero, Djankoi
Solone Ozero (în ucraineană Солоне Озеро) este un sat în comuna Iermakove din raionul Djankoi, Republica Autonomă Crimeea, Ucraina.

## Demografie
Componența lingvistică a localității Solone Ozero
     Rusă (61,47%)
     Tătară crimeeană (28,94%)
     Ucraineană (8,23%)
     Alte limbi (0,29%)
Conform recensământului din 2001, majoritatea populației localității Solone Ozero era vorbitoare de rusă (61,47%), existând în minoritate și vorbitori de tătară crimeeană (28,94%) și ucraineană (8,23%).